# Wanda Group
Wanda Group или Dalian Wanda Group (万达集团) — китайский многопрофильный частный конгломерат, специализирующийся на операциях с недвижимостью, инвестициях, индустрии развлечений, здравоохранении и высоких технологиях (входит в число 500 крупнейших корпораций мира). Основан в 1988 году, штаб-квартира расположена в Пекине. Наиболее известные бренды Wanda Group — офисные и торговые центры Wanda Plaza, кинотеатры Wanda Cinema, гостиницы Wanda Hotel, развлекательные центры Cultural Tourism City, Wanda City и Wanda Kidsplace. 

## История
Dalian Wanda основана в 1988 году в городе Далянь, в 1998 году компания вышла на рынки городов Чэнду и Чанчунь. В 2000 году началось строительство первого торгового центра Wanda Plaza и было сформировано стратегическое партнерство с американской торговой сетью Walmart. В 2006 году Wanda Group стала одним из ведущих разработчиков коммерческой недвижимости Китая, открыв крупные комплексы Wanda Plaza в городах Пекин, Шанхай и Нинбо.
В 2007 году Wanda Group запустила сеть универмагов, в 2008 году перенесла штаб-квартиру из Даляня в Пекин, в 2009 году инвестировала средства в строительство крупнейшего в Китае горнолыжного курорта Чанбайшань в провинции Гирин.
В 2011 году Wanda Group основала компанию Wanda Media и создала совместное предприятие с итальянской Franco Dragone Entertainment Group (постановка театральных шоу). В 2012 году Wanda Group приобрела за 2,6 млрд долларов американскую компанию AMC Entertainment (вторая по величине в мире сеть кинотеатров) и учредила Wanda Culture Industry Group (кинопроизводство, кинопрокат, тематические парки, печатные СМИ, туризм и искусство).
В 2013 году Wanda Group заложила в Циндао комплекс Oriental Movie Metropolis, начала строительство первого Wanda Cultural Tourism City в Харбине, приобрела британского производителя люксовых яхт Sunseeker International и основала в Великобритании дочернюю компанию Wanda One для реализации в Лондоне проекта высотного жилого и гостиничного комплекса One Nine Elms.
В 2014 году Wanda Group открыла в городе Наньнин первый торгово-развлекательный центр Wanda Mall, в городе Куньмин — сотый центр Wanda Plaza, в городе Ухань — первый отель люксовой сети Wanda Reign, театр «Хань Шоу» и развлекательный Wanda Movie Park. В том же году Wanda Group основала в Гонконге компанию Wanda E-commerce, подписала соглашение с футбольным клубом «Атлетико Мадрид», который переименовал свой стадион в «Ванда Метрополитано» (в связи с истечением контракта 19 июля 2022 года стадион сменил название на «Цивитас Метрополитано»), а компания Wanda Commercial Properties провела успешное IPO на Гонконгской фондовой бирже.
В 2015 году компания Wanda Cinema Line вышла на Шэньчжэньскую фондовую биржу и вскоре приобрела крупнейшую австралийскую сеть кинотеатров Hoyts Cinema; компания Wanda Culture Industry Group стала совладельцем китайского туристического сайта LY.com, компания AMC Entertainment приобрела крупную американскую сеть кинотеатров Starplex Cinemas; Wanda Group приобрела 20 % акций испанского футбольного клуба «Атлетико Мадрид», 100 % акций швейцарской компании Infront Sports & Media (вторая по величине в мире компания спортивного маркетинга) и 100 % американской компании World Triathlon Corporation. Также в 2015 году глава Wanda Group Ван Цзяньлинь с состоянием 24,2 млрд долларов был назван журналом Forbes богатейшим человеком материкового Китая.
В 2016 году Wanda Group приобрела за 3,5 млрд долларов американскую кинокомпанию Legendary Entertainment, учредила новую бизнес-группу Wanda Network Technology Group (информационные технологии), подписала спонсорские соглашения с ФИФА, ФИБА и ВФБ, открыла в Наньчане первый развлекательный комплекс под брендом Wanda City; дочерняя компания AMC Entertainment приобрела за 1,1 млрд долларов американскую сеть кинотеатров Carmike Cinemas и за 920 млн фунтов стерлингов крупнейшую европейскую сеть кинотеатров Odeon & UCI, компания Wanda Cinema Line приобрела популярный сайт по продаже билетов в кинотеатры Mtime.com.
В 2017 году в рамках реорганизации группы компания Wanda Hotel Development приобрела акции Wanda Culture Travel Innovation Group и Wanda Hotel Management. Летом 2017 года Wanda Group продала значительную часть своих активов (в том числе туристические и гостиничные проекты) компаниям Sunac China Holdings и R&F Properties. В январе 2018 года Wanda Group продала свой строительный проект One Nine Elms в Лондоне компании R&F Properties, проекты в Сиднее и Голд-Косте — компании Yuhu Group, а 14 % акций Wanda Commercial Properties — компаниям Tencent Holdings, Suning Holdings Group, JD.com и Sunac China Holdings.   
В феврале 2018 года Wanda Group продолжила оптимизировать активы и продала 12,8 % акций Wanda Film компаниям Alibaba Group и Cultural Investment Holdings, а также 17 % акций футбольного клуба «Атлетико Мадрид» израильскому миллиардеру Идану Оферу; в сентябре 2018 года Wanda продала часть акций AMC Entertainment компании Silver Lake Partners, в октябре 2018 года — долю в Wanda Cultural Management компании Sunac China, в ноябре 2018 года — строительный проект в Калифорнии, в декабре 2018 года — 11,5 % акций в Aeon Life Insurance компании Greentown China. В феврале 2019 года Wanda Group продала все 37 универмагов Wanda Department Stores компании Suning Commerce Group. В результате распродажи состояние Ван Цзяньлиня сократилось с 31,9 млрд долл. в 2017 году до 20,2 млрд долл. в 2019 году.
В июле 2019 года Wanda Sports Group провела IPO на американской бирже Nasdaq. В ноябре 2022 года Wanda Group выступила официальным спонсором Чемпионата мира по футболу в Катаре. В декабре 2023 года частная инвестиционная компания PAG и Dalian Wanda Commercial Management Group подписали соглашение по реструктуризации компании Zhuhai Wanda Commercial Management. В марте 2024 года группа инвесторов во главе с PAG (включая CITIC Capital, Abu Dhabi Investment Authority, Mubadala Investment Company и Ares Management) объявила о покупке 60 % акций подразделения торговых центров Wanda за 8,3 млрд долларов; Wanda сохранила за собой 40 % акций Newland Commercial Management, холдинговой компании Zhuhai Wanda Commercial Management Group, которая на момент покупки управляла 496 крупными торговыми центрами по всему Китаю.

## Структура
Деятельность Wanda Group объединена в четыре основные бизнес-группы: Wanda Real Estate Group, Wanda Cultural Industry Group, Wanda Investment Group и Wanda Network Technology Group. Главным брендом коммерческой недвижимости является Wanda Plaza — комплекс, объединяющий торговый центр, гостиницу, рестораны, бары, кинотеатр, развлекательные учреждения и жилые апартаменты. На конец 2019 года в Китае насчитывалось свыше 320 комплексов под брендом Wanda Plaza.
Компания Wanda Hotels & Resorts на конец 2019 года управляла сетью из 80 отелей. Также в состав Wanda Group входят научно-исследовательские учреждения, в частности Институт планирования и исследования коммерческой недвижимости  WCPRI (проектирует крупные торговые центры), Гостиничный проектно-исследовательский институт WHDRI (проектирует отели и курорты) и Институт планирования и исследования культурного туризма (проектирует тематические парки).

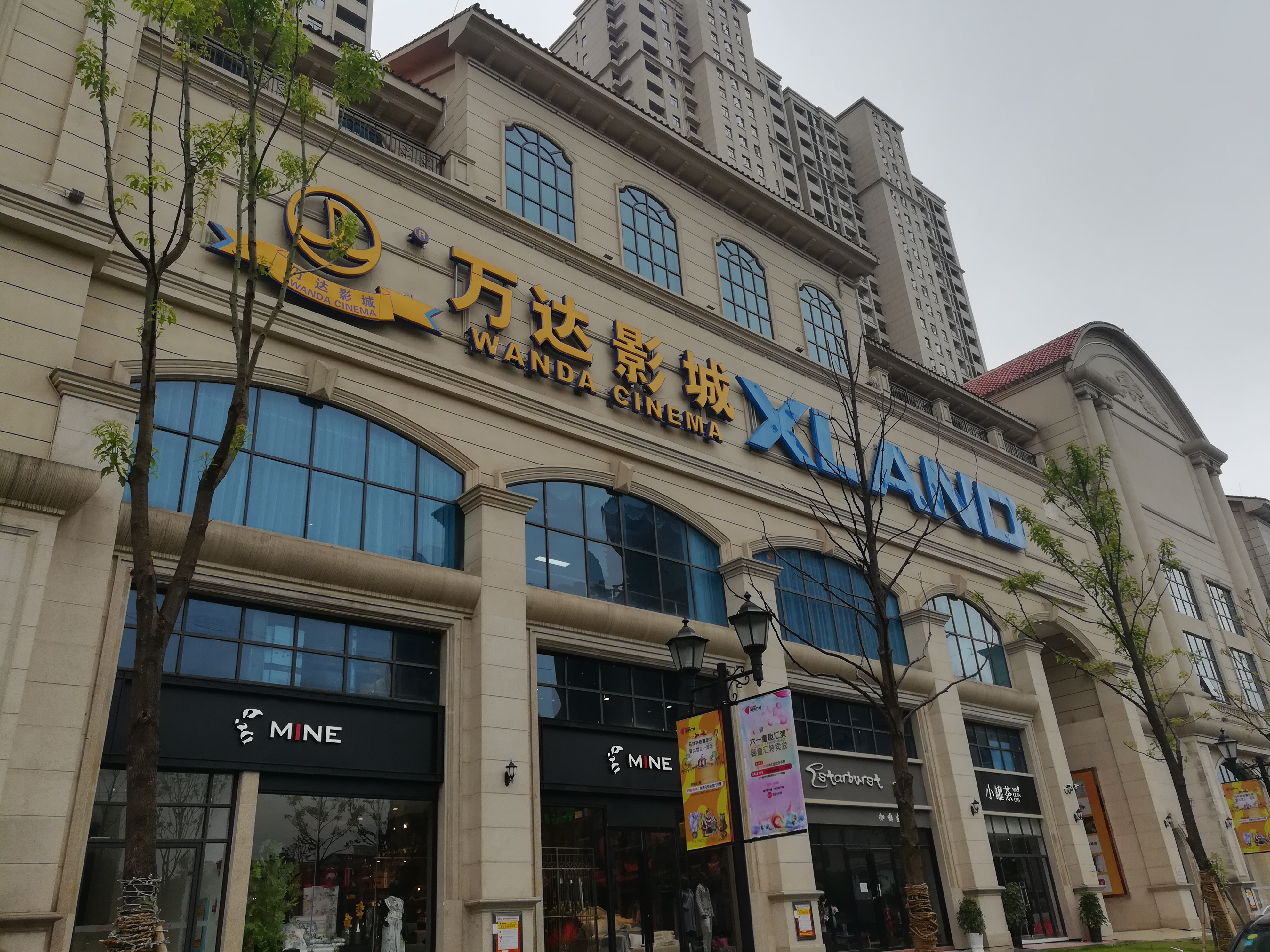
Кинотеатр Wanda Cinema в провинции Хунань

Компания Wanda Film Group занимается производством, дистрибуцией, рекламой и показом фильмов, продажей билетов, а также производством компьютерных игр, на конец 2019 года через свои дочерние структуры AMC Entertainment, Odeon & UCI Cinemas Group и Wanda Cinema Line она контролировала свыше 1640 кинотеатров на 16,5 тыс. экранов по всему миру.
Компания Wanda Kidsplace Group на конец 2019 года управляла свыше 350 детскими центрами, которые объединяют развлекательные и образовательные залы, кафе и магазины. В состав Wanda Investment Group входят Wanda Investment Company (инвестиции, операции с ценными бумагами, управление активами) и Wanda Microfinance (кредиты малому бизнесу и потребителям).    

### Недвижимость
- Wanda Commercial Properties — развивает офисную и торговую недвижимость, акционерами компании являются Tencent Holdings, Suning Holdings Group, JD.com и Sunac China Holdings.
- Wanda Hotels & Resorts — владеет сетями отелей Wanda Reign, Wanda Vista, Wanda Realm, Wanda Jin, Wanda Moments и Wanda Allegroitalia.
- Wanda Big Health Company — развивает сеть частных больниц.

### Индустрия развлечений
- Wanda Culture Travel Innovation Group — развивает сеть курортов и тематических парков.
- Wanda Cinema Line — развивает сеть кинотеатров.
- Wanda Film — инвестирует в создание и продвижение фильмов, акционерами компании являются Alibaba Group и Cultural Investment Holdings.
- Wanda Pictures — производит фильмы и телесериалы.
- Wanda Kidsplace Group — развивает сеть детских развлекательно-образовательных центров.
- Wanda E-commerce Company — развивает индустрию детских развлечений, акционерами компании являются Baidu и Tencent.
- Wanda Sports Group — занимается спортивным маркетингом.
- Evertop Sports Culture Media — занимается спортивным вещанием.
- Mtime.com — китайский сайт по продаже билетов.
- Wuzhou Film Distribution — занимается дистрибуцией фильмов и маркетингом.

### Туризм
- LY.com / Travelgo.com — крупнейшее в Китае туристическое агентство, акционерами компании являются Tencent, Trip.com Group и CITIC Capital[19].
- Wanda Tourism Investment — развивает туристический бизнес[20].

### Высокие технологии
- Wanda Network Technology Group — развивает информационные технологии.
- Bingsheng Technology — развивает онлайн-торговлю, акционерами компании являются Tencent и Gaodeng[21].

### Финансовые услуги
- Wanda Investment Company — занимается инвестициями, операциями с ценными бумагами и управлением активами.
- Wanda Microfinance — предоставляет кредиты малому бизнесу и потребителям.

## Крупнейшие активы
Wanda Group владеет:

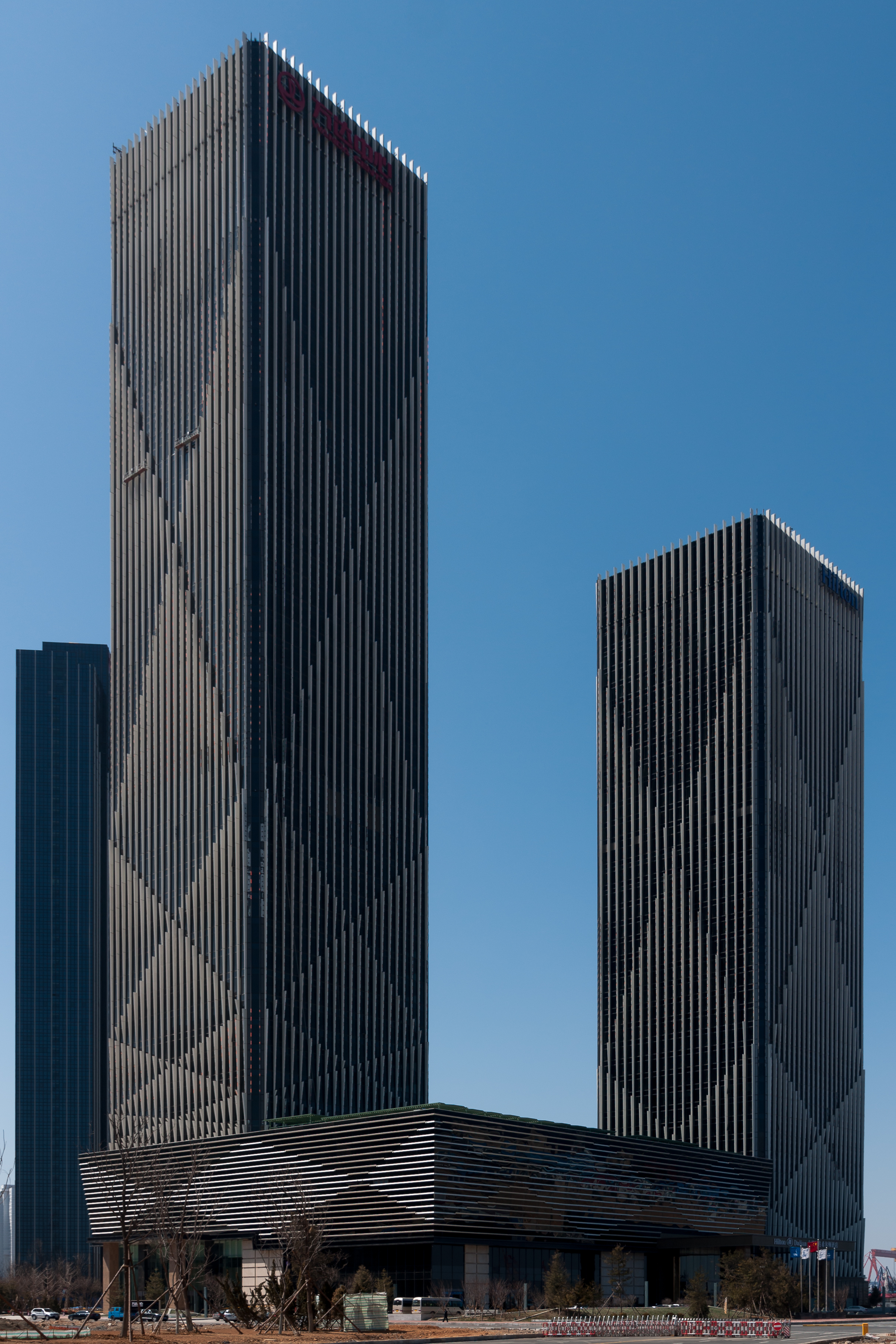
Wanda Center в Даляне

- Сетью офисных и торговых центров Wanda Plaza.
- Сетью торгово-развлекательных центров Wanda Mall.
- Сетью торгово-развлекательных и курортных комплексов Wanda City.
- Сетью гостинично-развлекательных комплексов Wanda Cultural Tourism City.
- Сетью жилых комплексов Wanda Mansion.
- Сетью кинотеатров Wanda Cinema.
- Сетью больниц под брендом IHG.
- Офисным комплексом Wanda Center в городе Далянь.
- Развлекательным парком Laohutan Ocean Park в городе Далянь.
- Комплексом киностудий Oriental Movie Metropolis в Циндао.
- Горнолыжным курортом Чанбайшань в провинции Гирин.
- Горнолыжным курортом Сишуанбаньна в провинции Юньнань.

### Зарубежные активы
- Legendary Entertainment (американский производитель фильмов, сериалов и комиксов)
- AMC Theatres (сеть кинотеатров в США и Канаде).
- Hoyts Cinema (сеть кинотеатров в Австралии и Новой Зеландии).
- Odeon Cinemas Group (сеть кинотеатров в Великобритании и Ирландии).
- Nordic Cinema Group (сеть кинотеатров в Скандинавии и Прибалтике).
- UCI Cinemas (сеть кинотеатров в Германии, Италии, Португалии и Бразилии).
- Infront Sports & Media (швейцарская компания спортивного маркетинга).
- World Triathlon Corporation (американская компания спортивного менеджмента).
- Sunseeker International (британский производитель яхт и катеров).
- Жилой и гостиничный комплекс Vista Tower в Чикаго.

## Кинопроизводство
Крупнейшими проектами кинокомпании Legendary Entertainment после поглощения Wanda Group являются Конг: Остров черепа (2017), Тихоокеанский рубеж 2 (2018), Мир юрского периода 2 (2018), Небоскрёб (2018), Mamma Mia! 2 (2018), Чёрный клановец (2018), Покемон. Детектив Пикачу (2019), Годзилла 2: Король монстров (2019), Энола Холмс (2020), Дюна (2021), Годзилла против Конга (2021), Красное уведомление (2021), Техасская резня бензопилой (2022), Энола Холмс 2 (2022), Токсичный мститель (2023), Книга Кларенса (2023), Дюна: Часть вторая (2024), Годзилла и Конг: Новая империя (2024). 
Кинокомпания Wanda Pictures (Wanda Media) принимала участие в производстве фильмов Мастер тай-цзи (2013), Великий гипнотизёр (2014), Детектив из Чайнатауна (2015), Моцзинь: Потерянная легенда (2015), Детектив из Чайнатауна 3 (2021).

## Галерея

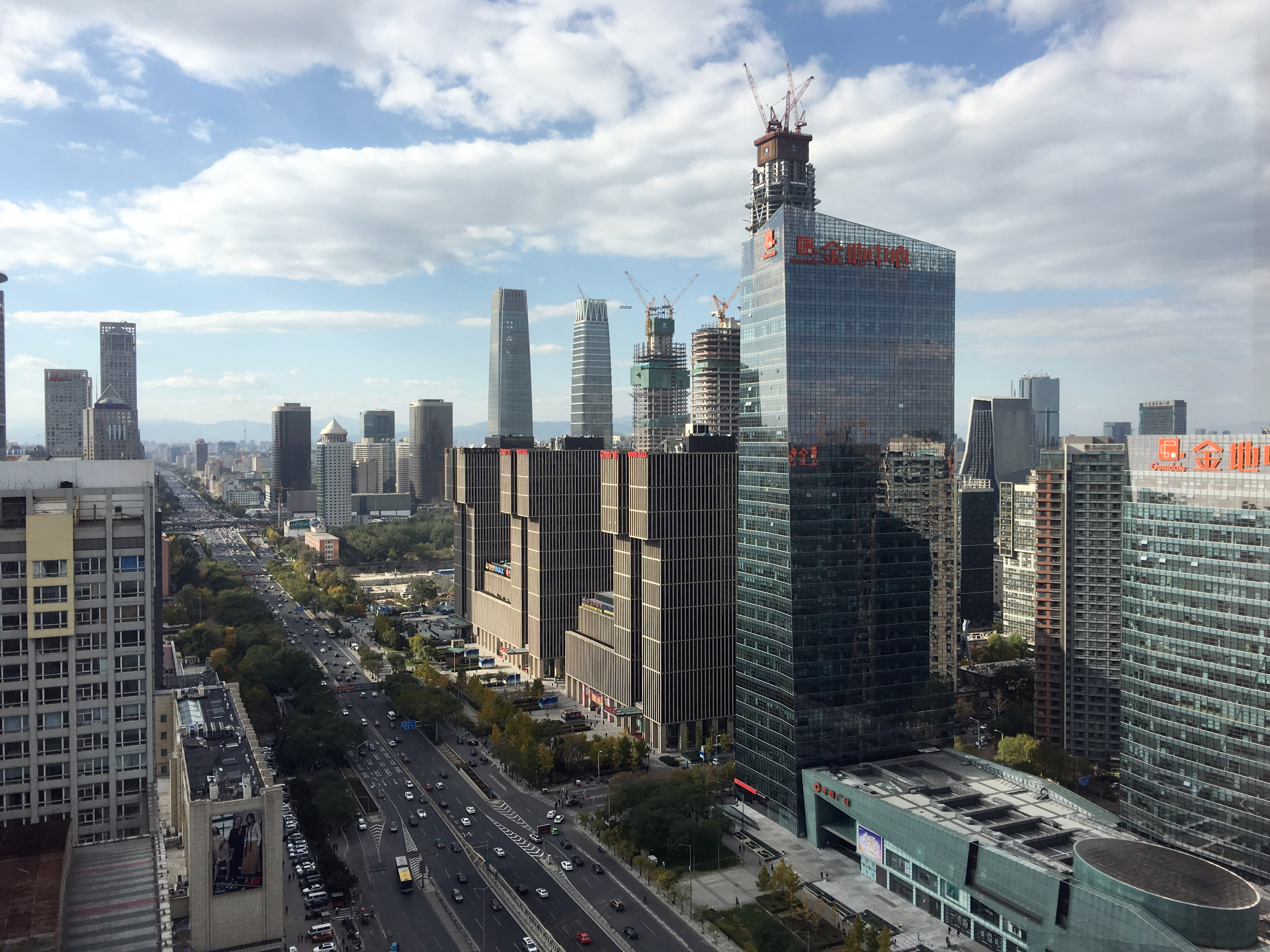
CBD Wanda Plaza (Пекин)
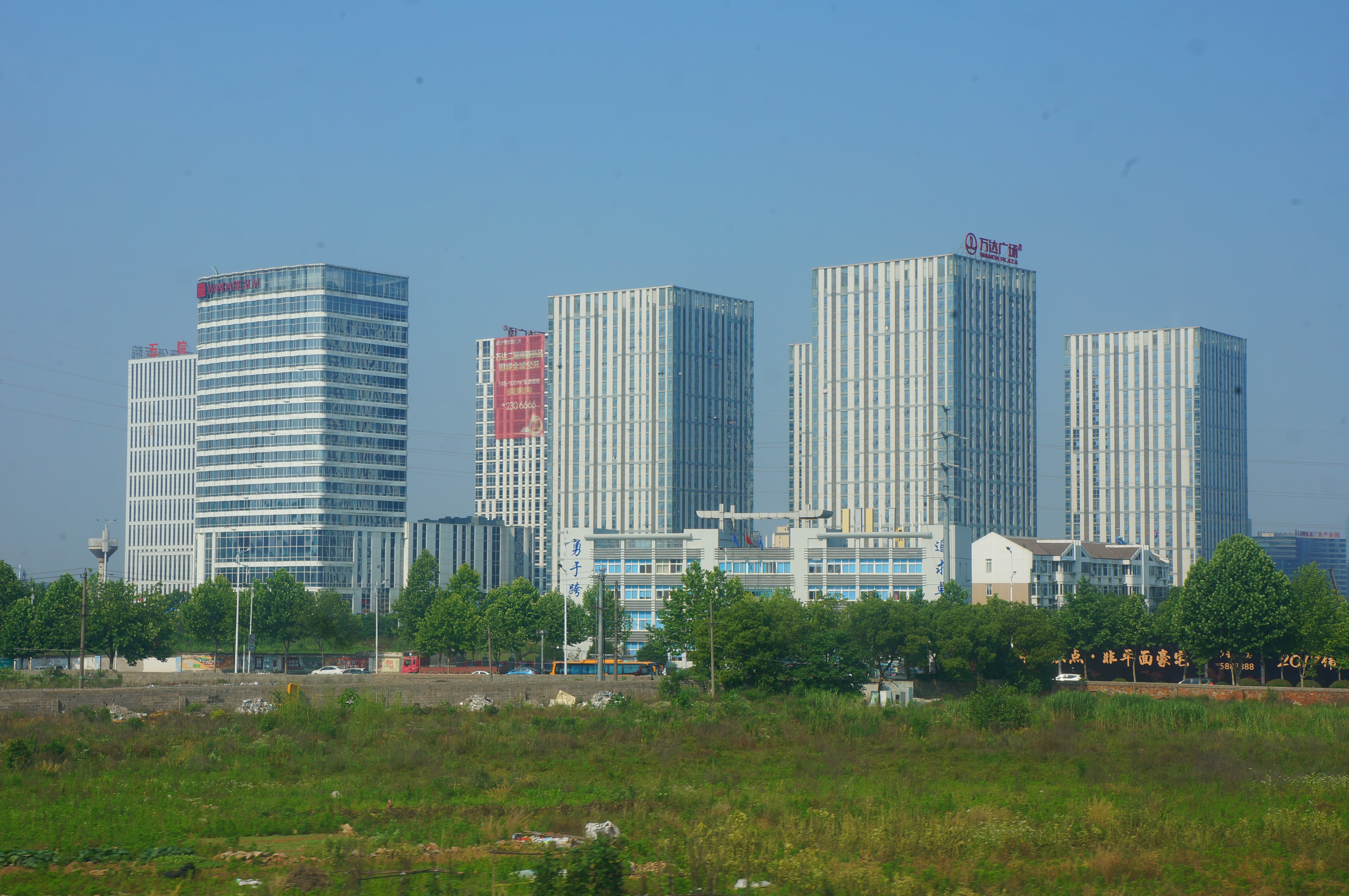
Wanda Plaza (Уху)
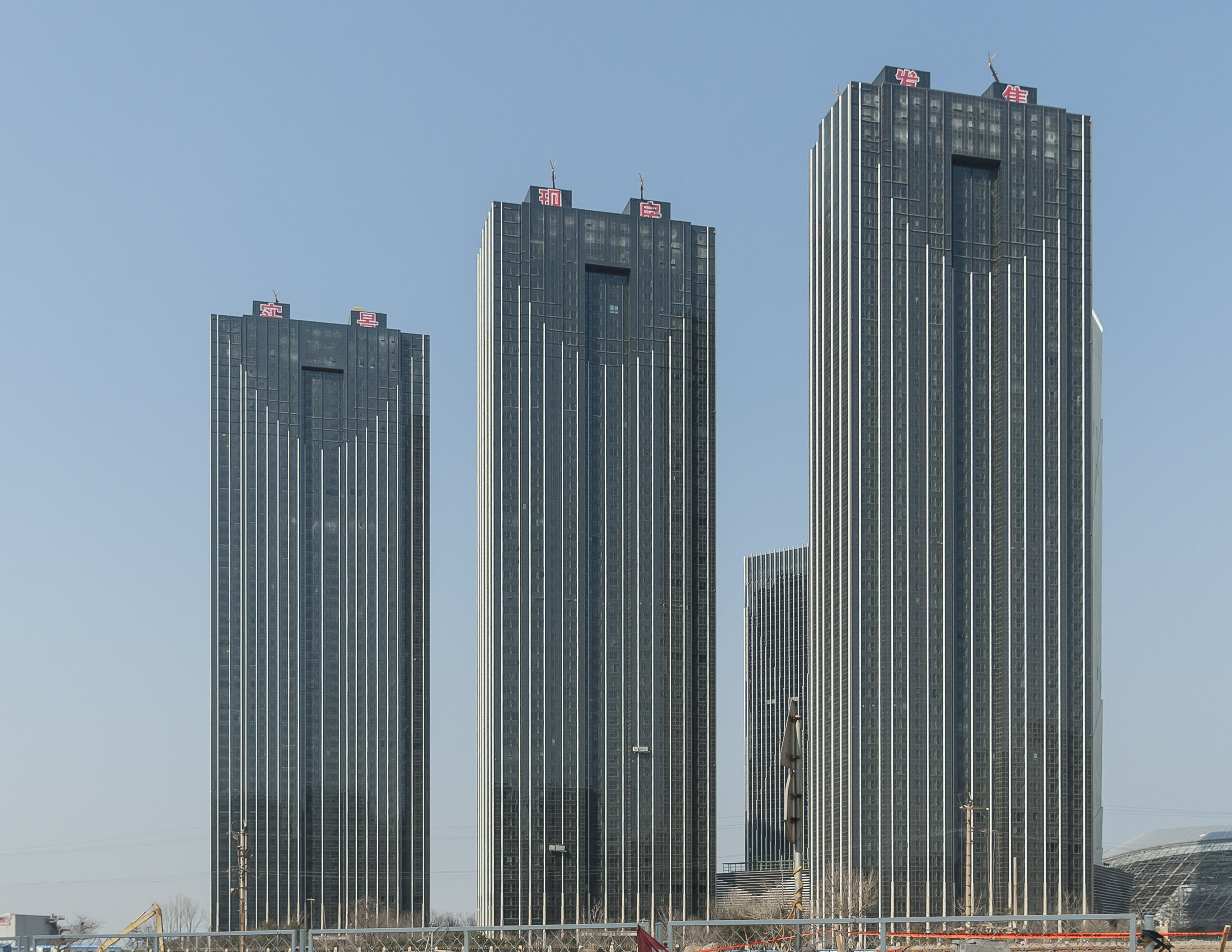
Wanda Mansion (Далянь)
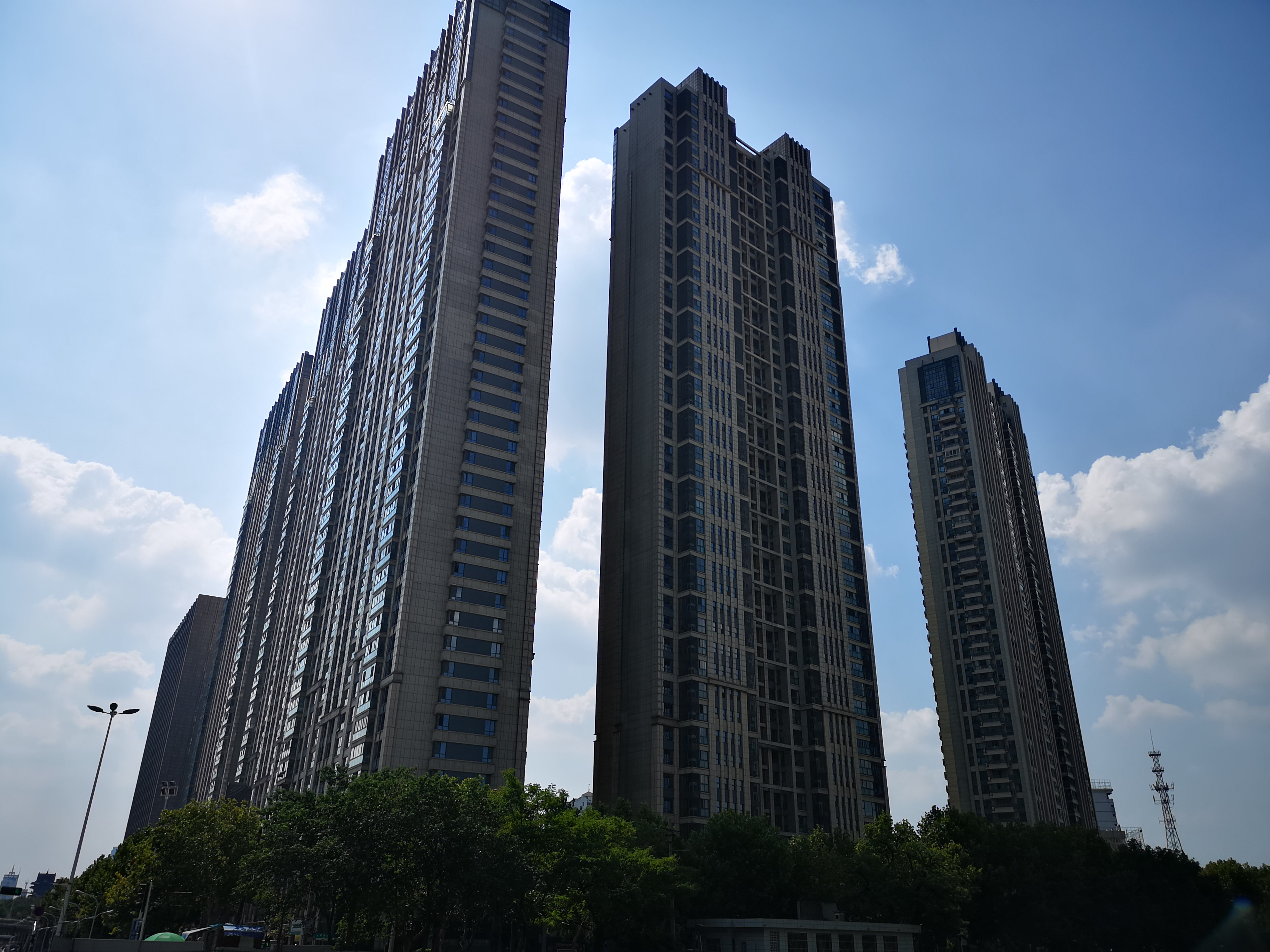
Wanda Mansion (Хэфэй)
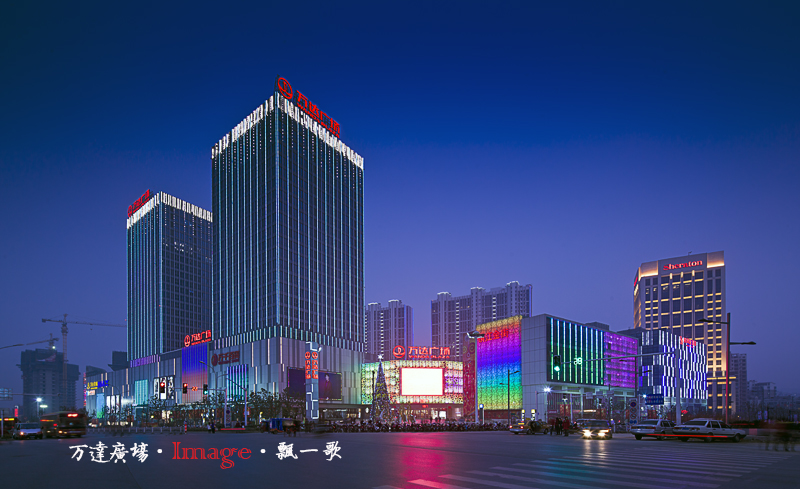
Wanda Plaza (Чжэньцзян)
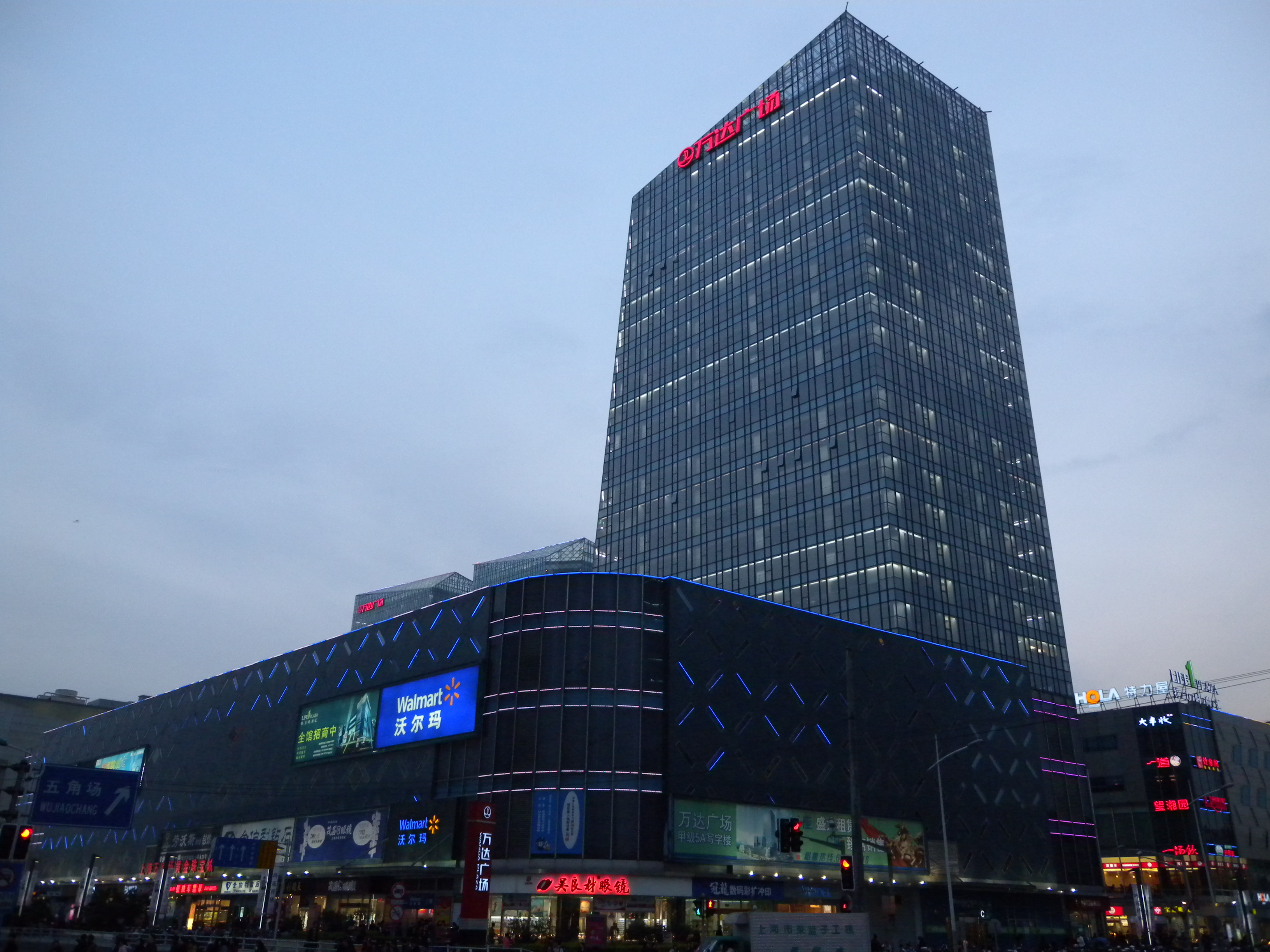
Wujiaochang Wanda Plaza (Шанхай)
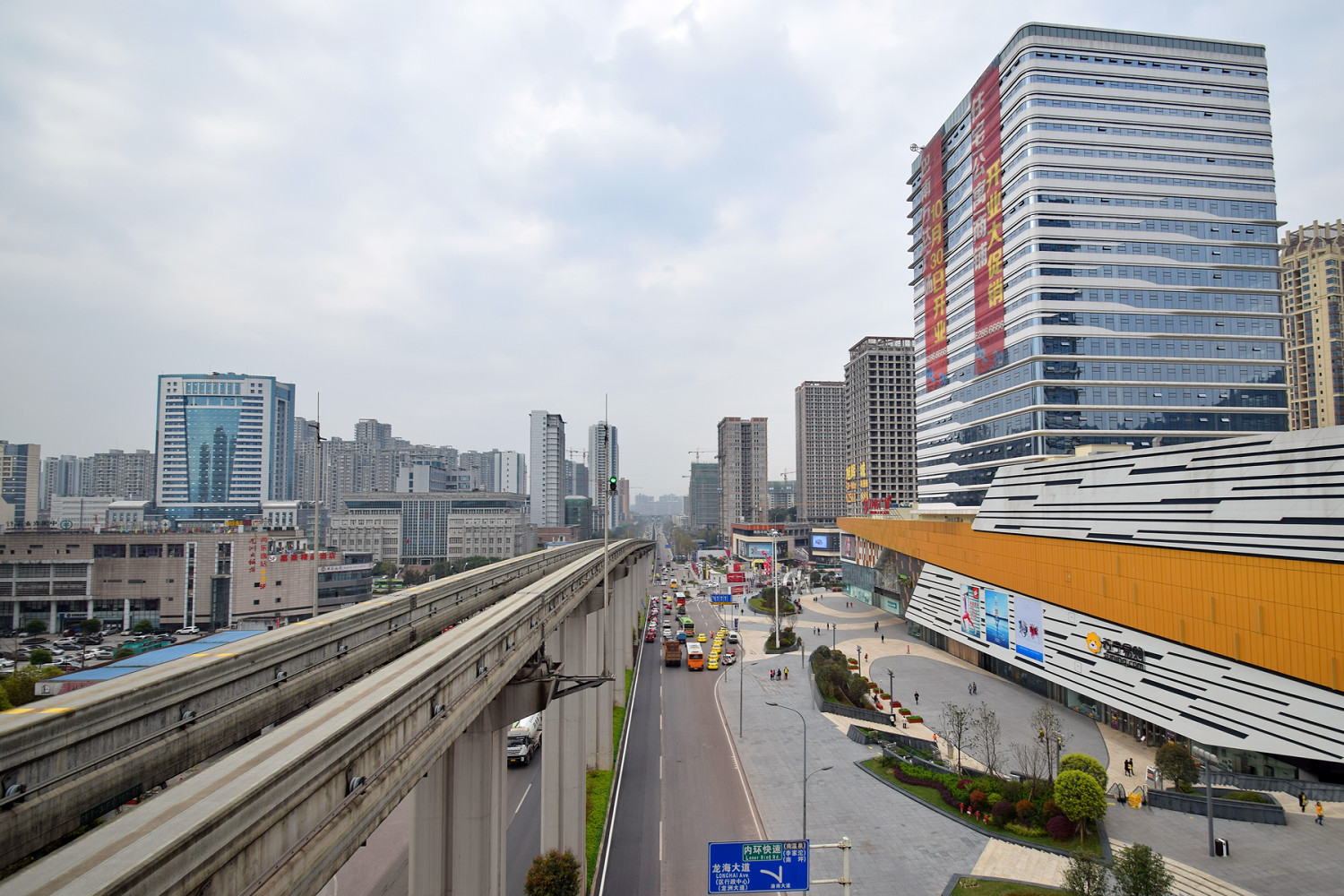
Banan Wanda Plaza (Чунцин)
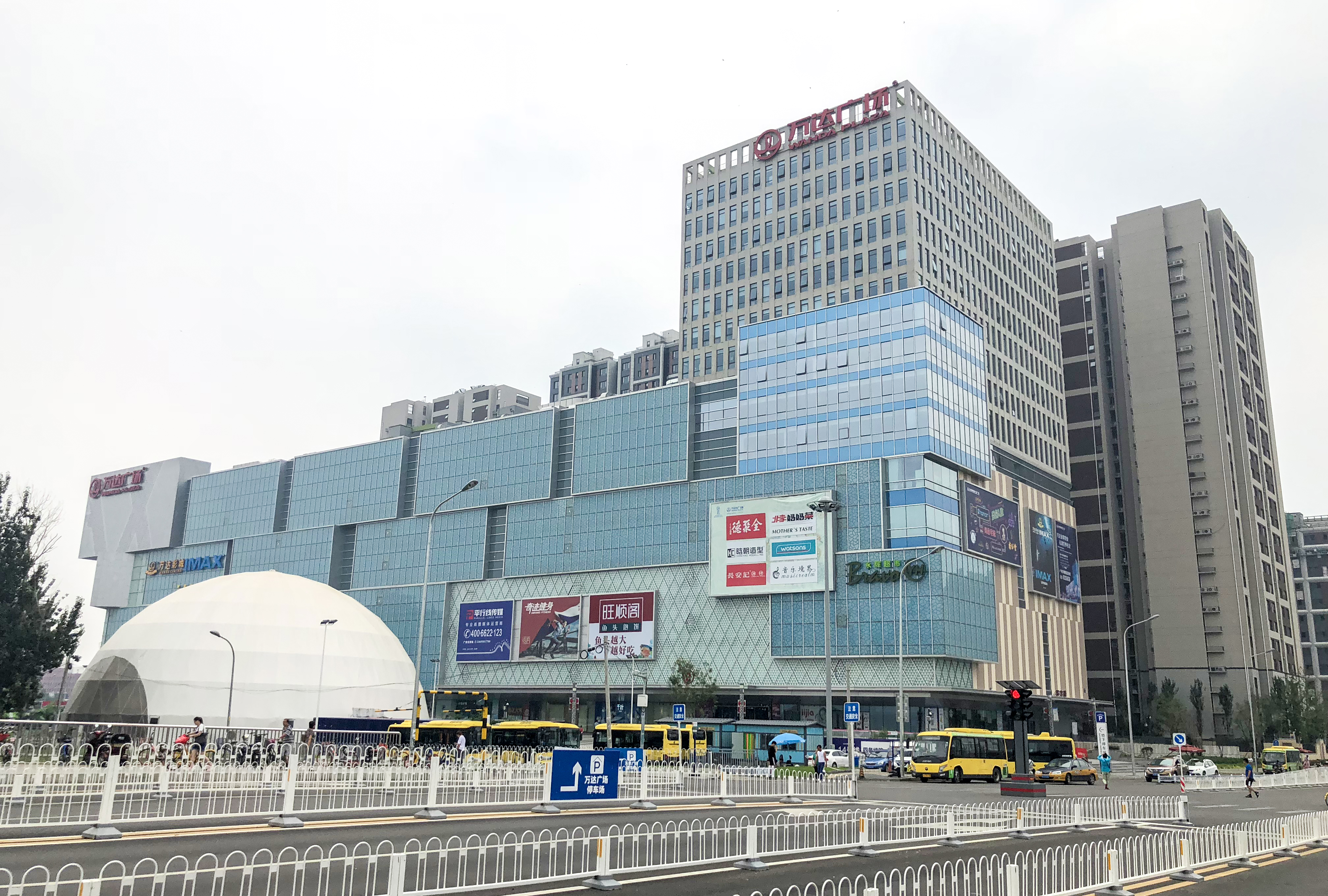
Xitieying Wanda Plaza (Пекин)
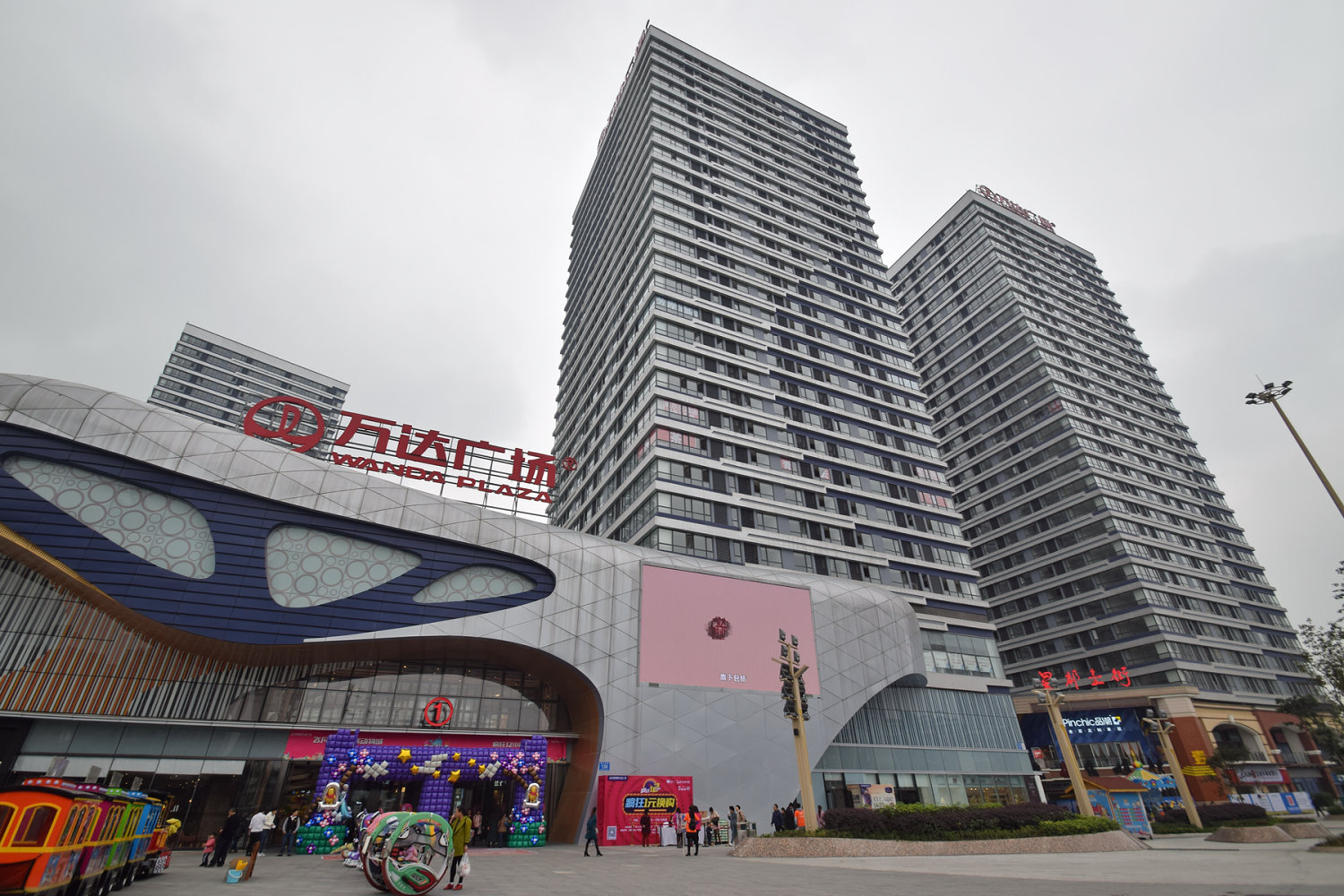
Shudu Wanda Plaza (Чэнду)
Wanda Plaza (Урумчи)
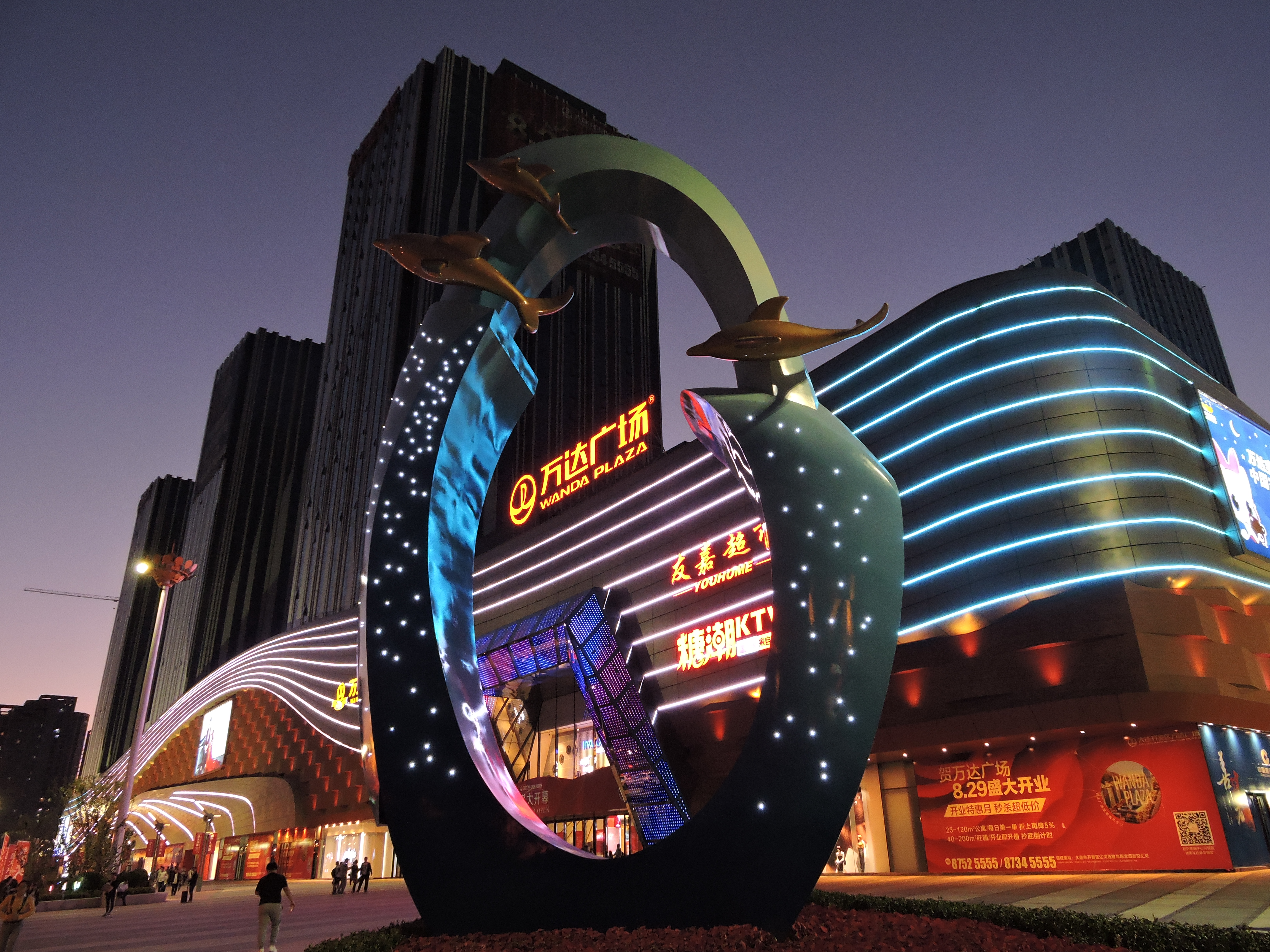
Wanda Plaza (Далянь)
Puxi Wanda Plaza (Цюаньчжоу)
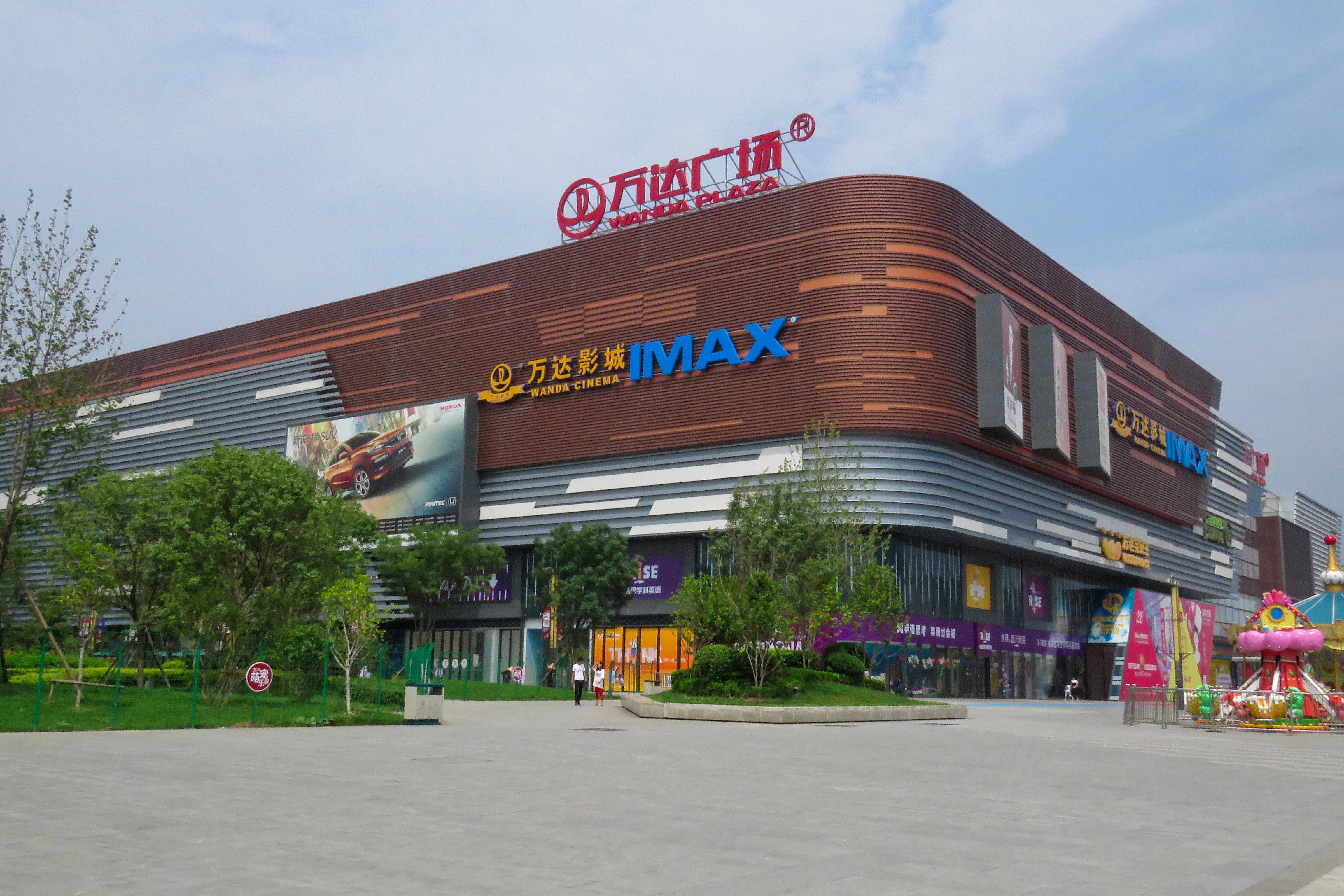
Huaifang Wanda Plaza (Пекин)
Haxi Wanda Plaza (Харбин)
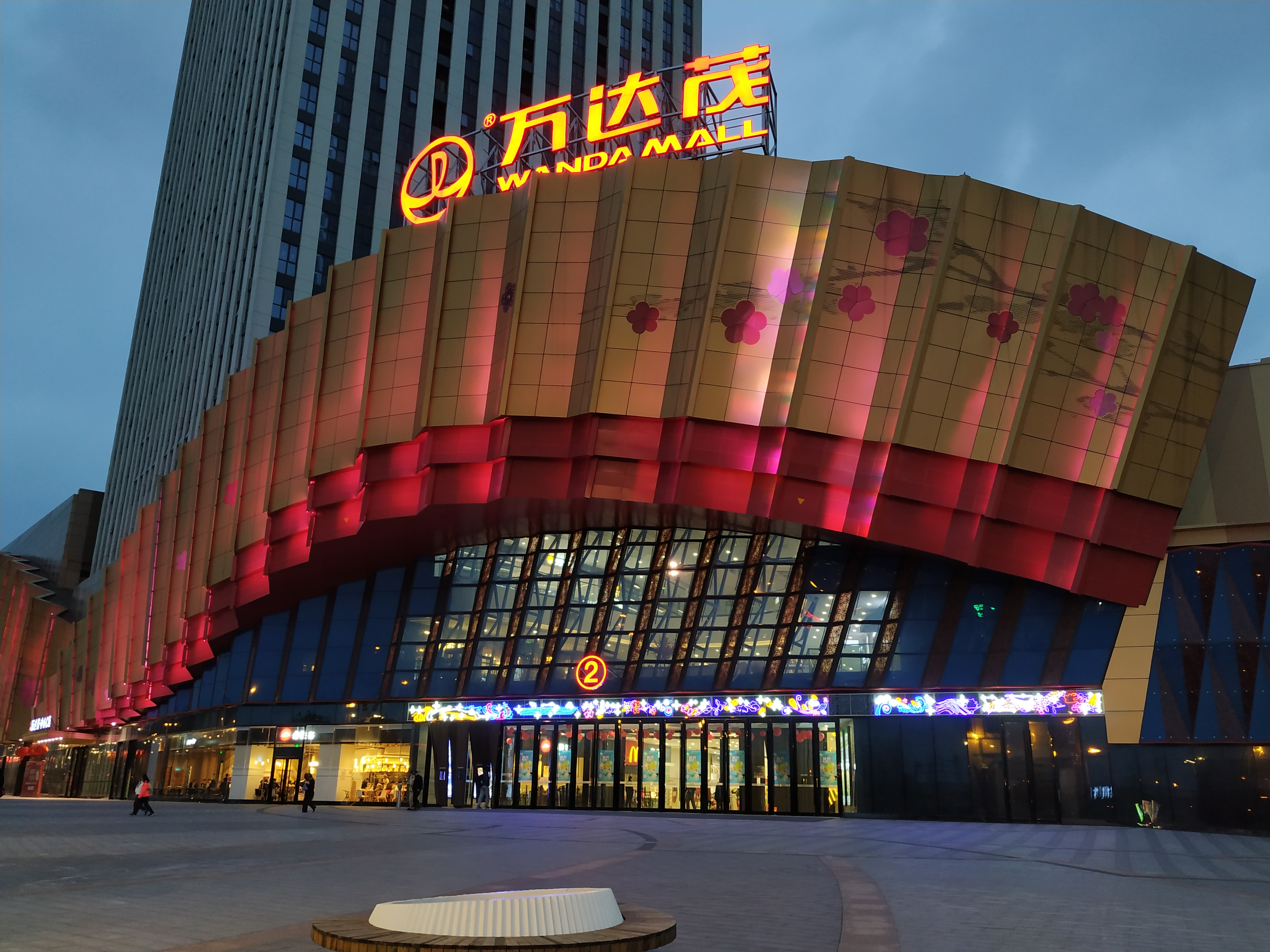
Wanda Mall (Нанкин)
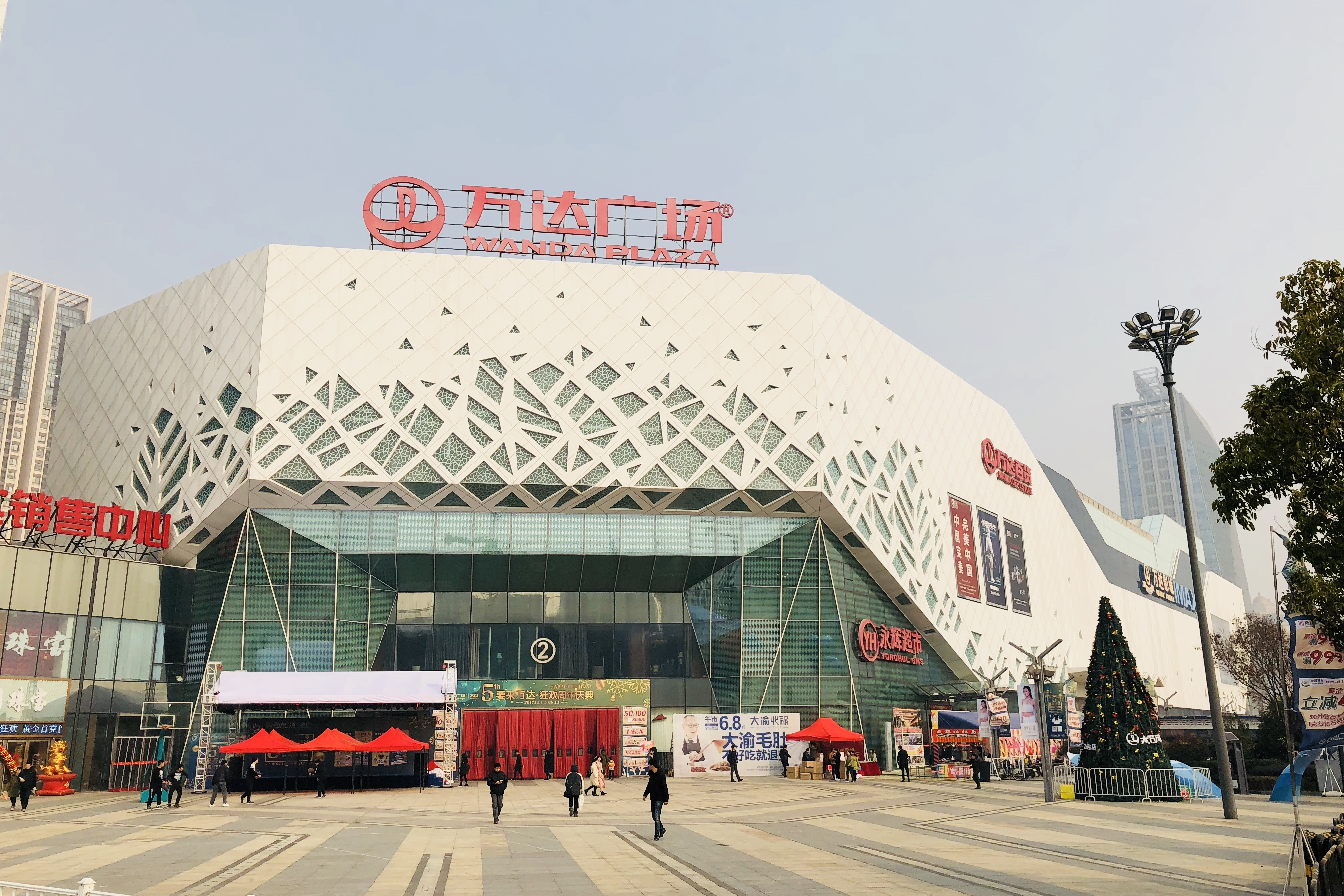
Wanda Plaza (Тайцан)
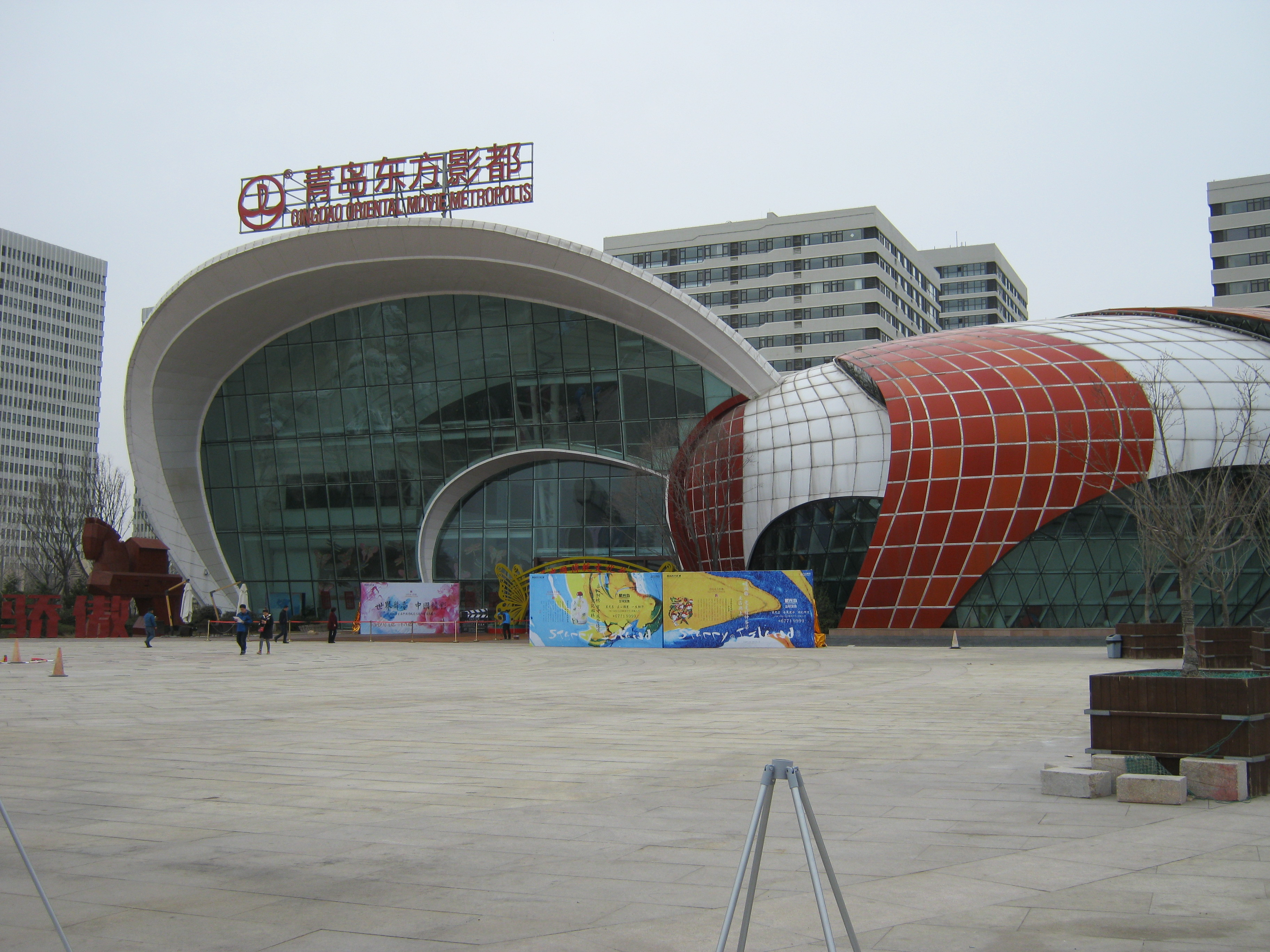
Oriental Movie Metropolis (Циндао)
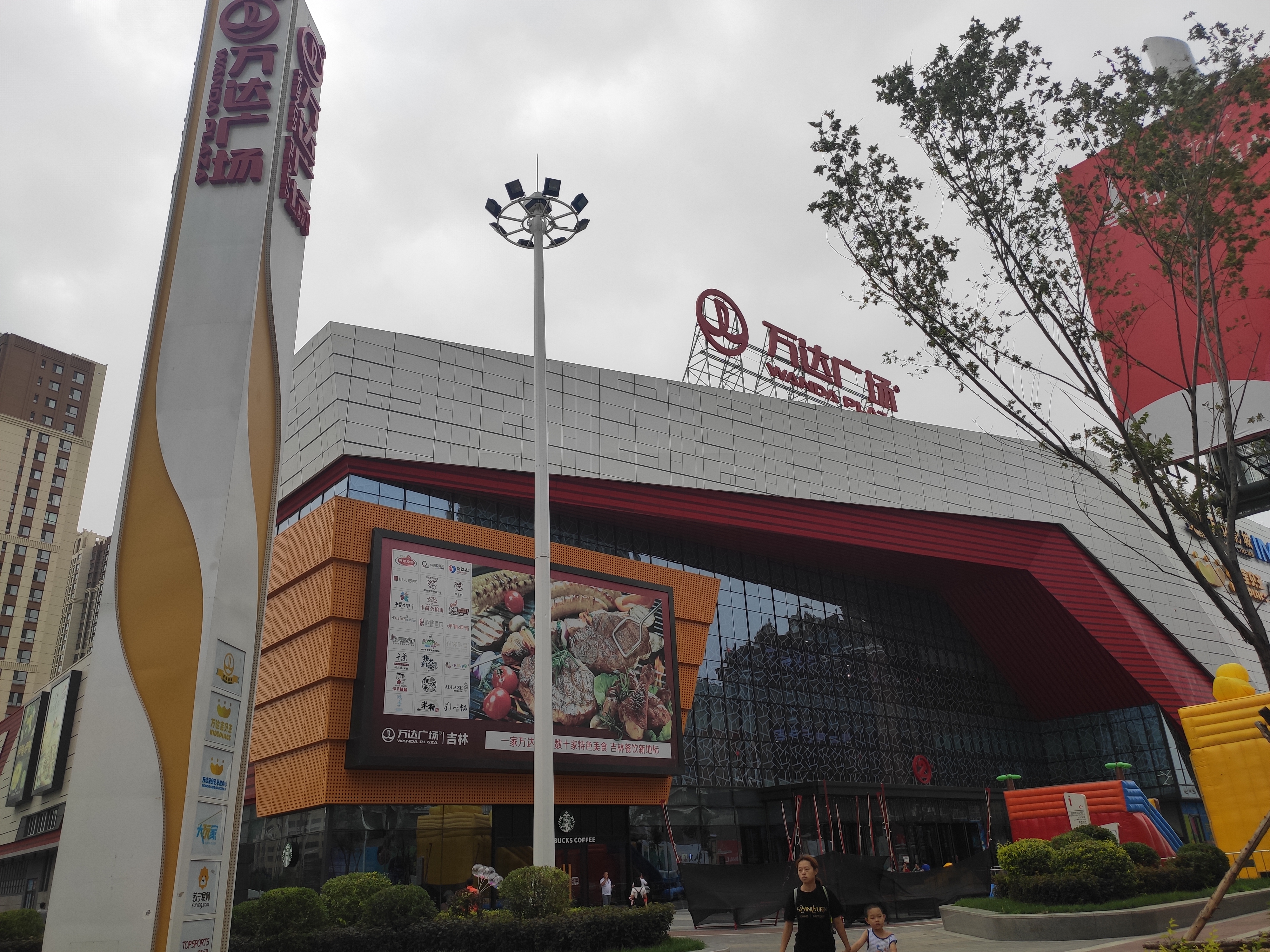
Wanda Plaza (Цзилинь)
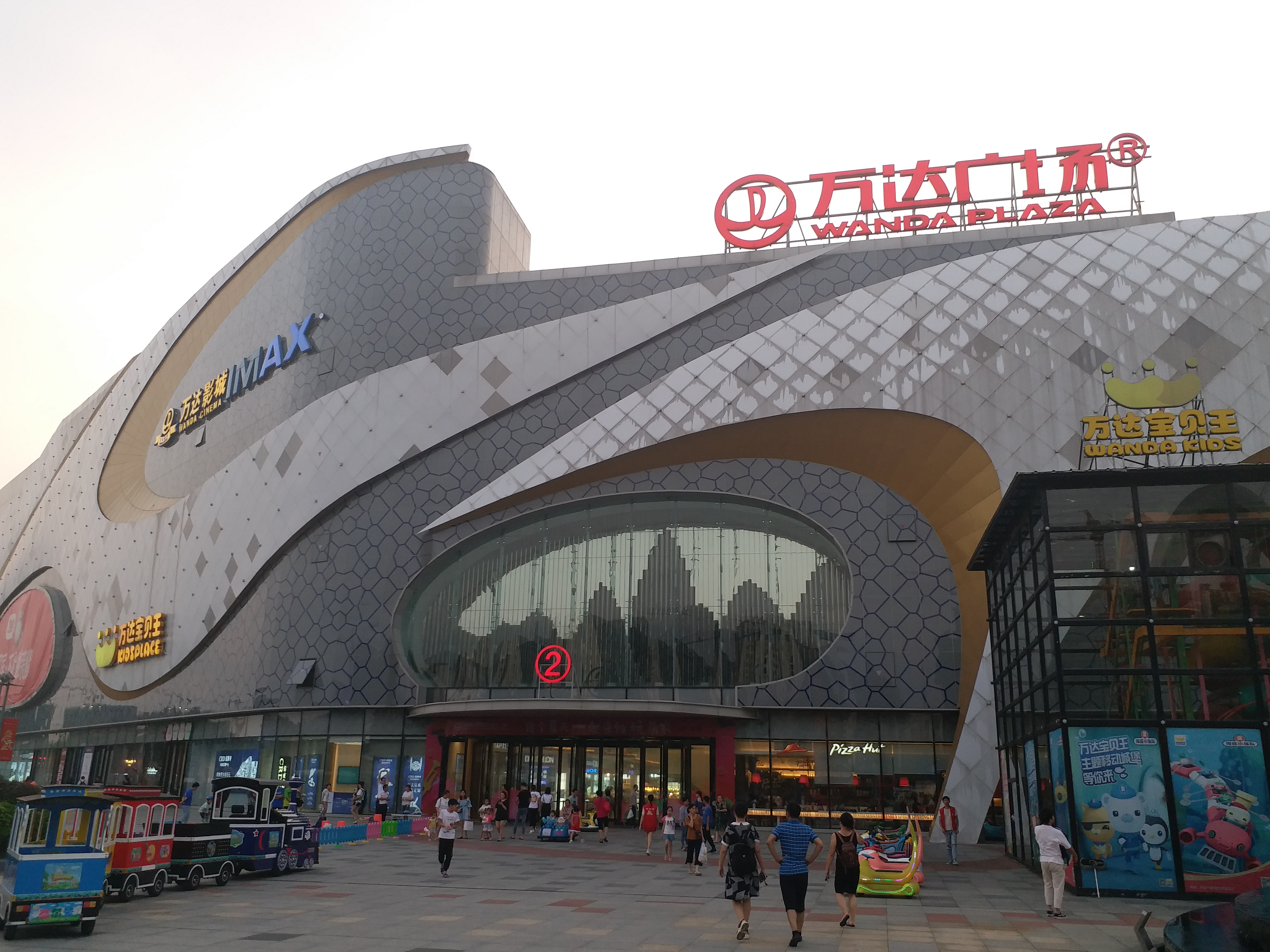
Wanda Plaza (Гуйлинь)
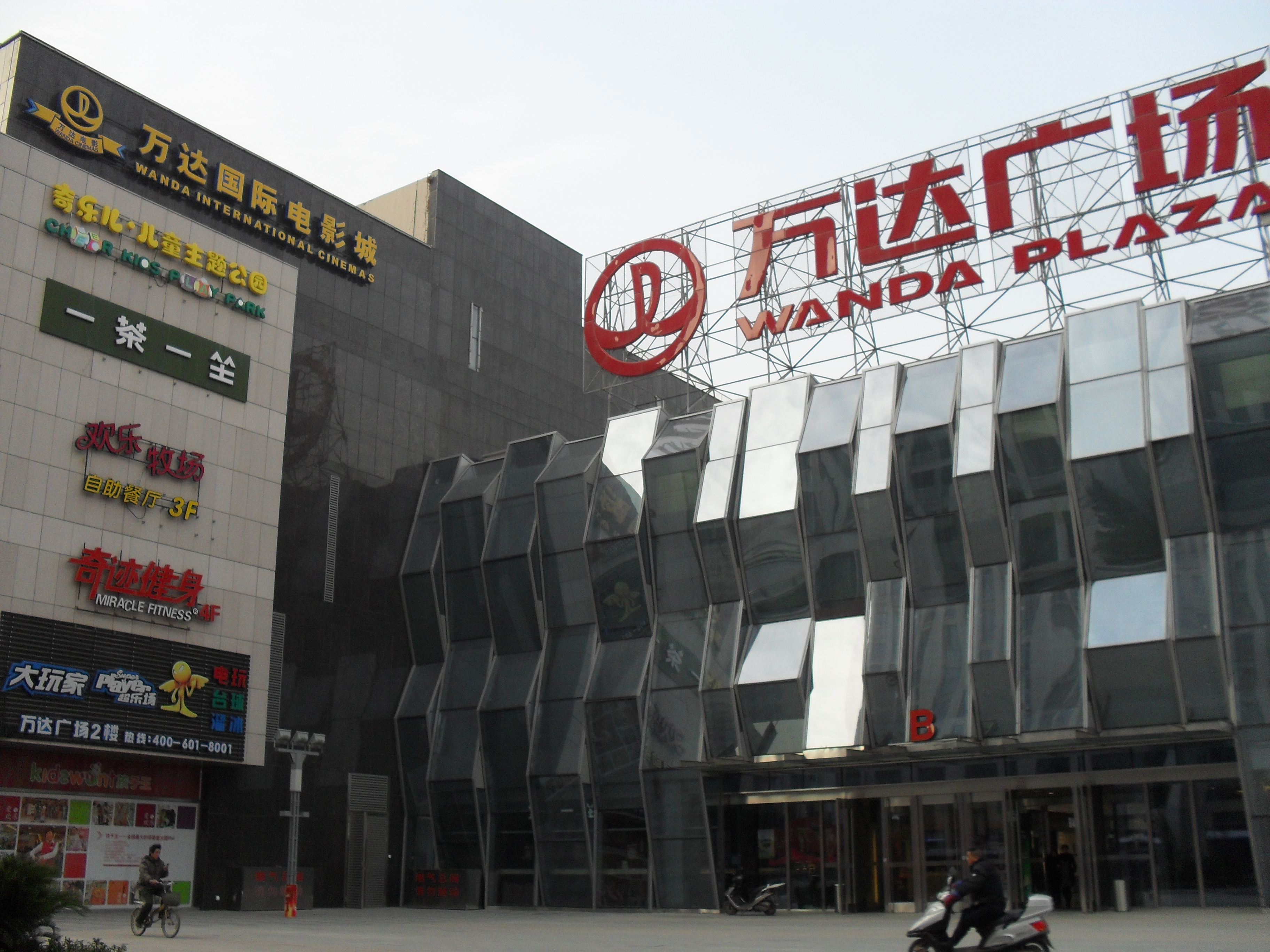
Jianye Wanda Plaza (Нанкин)
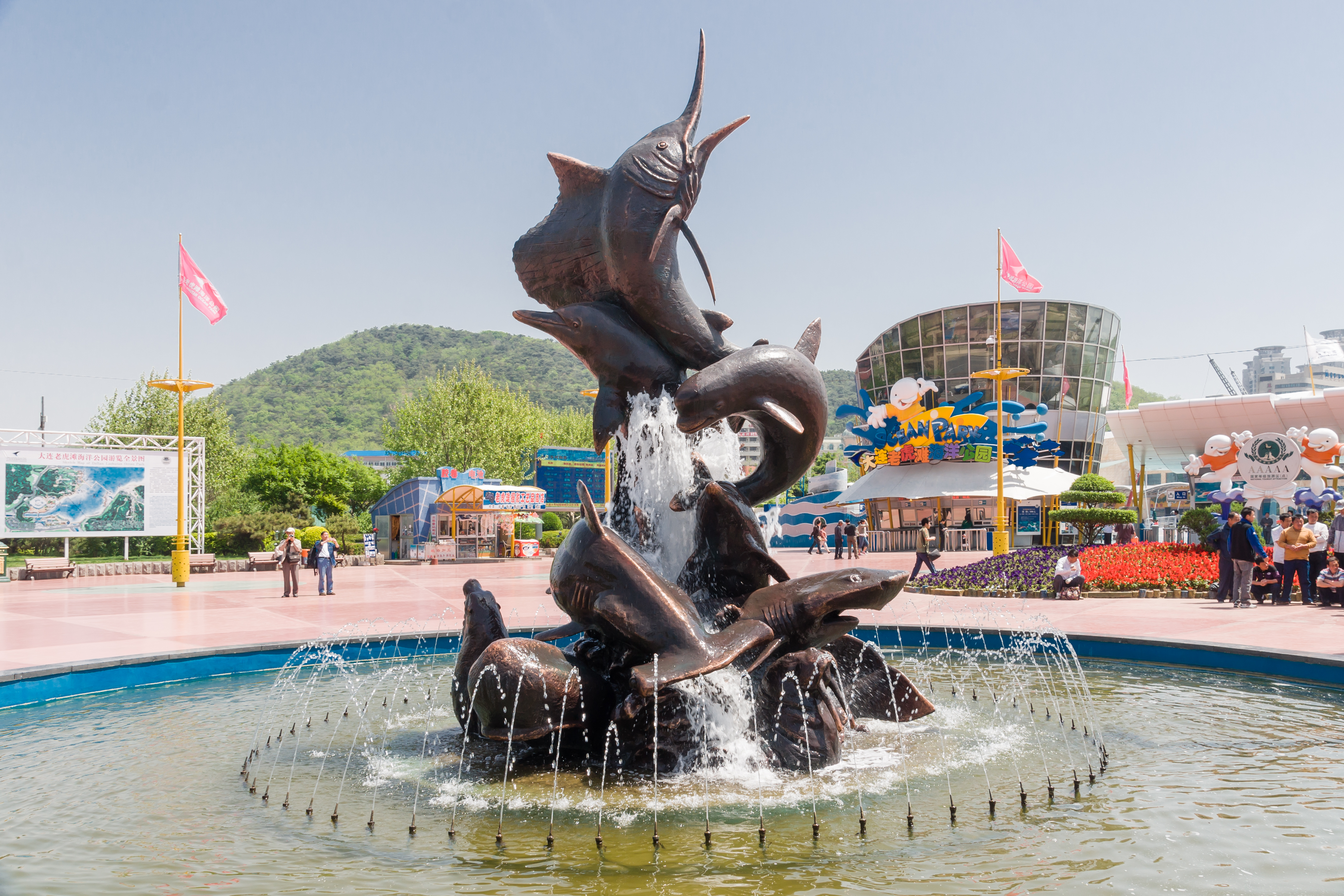
Laohutan Ocean Park (Далянь)
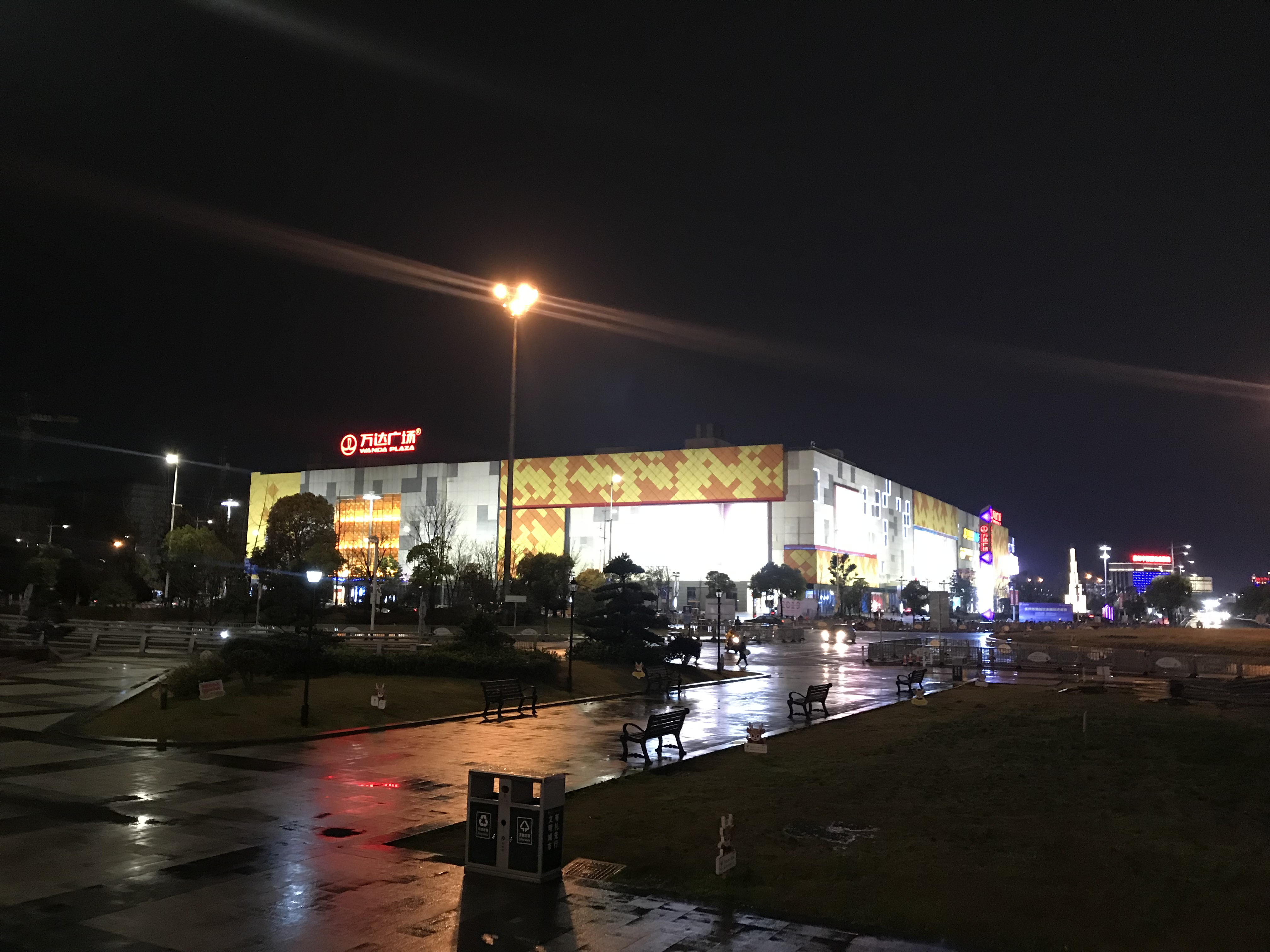
Wanda Plaza (Цюйчжоу)